# آن فالدشميت
آن فالدشميت (مواليد 1958) هي عالمة اجتماع ألمانية. وهي أستاذة في جامعة كولونيا وتدرس دراسات الإعاقة وعلم الاجتماع وسياسات إعادة التأهيل. حصلت على أول منصب جامعي لدراسات الإعاقة في البلدان الناطقة باللغة الألمانية.

## سيرة
درس فالدشميت العلوم الاجتماعية في جامعات بريمن، ألمانيا، وأدنبره، اسكتلندا (1978-1984). عملت كعاملة اجتماعية في منظمة خيرية غير حكومية (1985-1988)، وفي البرلمان الألماني كمستشارة علمية في مجال التقنيات الوراثية والإنجابية للحزب الأخضر (1988-1991)، وكزميلة بحثية في جامعة سيجن، ألمانيا (1992-1995). في عام 1995 حصلت على درجة الدكتوراه (دكتوراه في السياسة) من جامعة بريمن، بتمويل من مؤسسة هانز بوكلر الخاصة. نُشرت أطروحتها "الموضوع في علم الوراثة البشرية: خطابات الخبراء حول أجندات ومفاهيم الاستشارة الوراثية البشرية 1945-1990" في عام 1996؛ وهذا الكتاب غير مطبوع الآن. قامت بأبحاث ما بعد الدكتوراه في جامعات سيجن ودورتموند (1996-2000). نُشر كتابها الثاني "تقرير المصير باعتباره بناء: النظريات الذاتية للنساء والرجال ذوي الإعاقة" في عام 1999. في الفترة 2000-2002 عملت آن فالدشميت أستاذة للعلوم الاجتماعية في جامعة نورمبرج البروتستانتية للعلوم التطبيقية. في عام 2002 تم تعيينها أستاذة لعلم اجتماع الإعاقة في جامعة كولونيا (ألمانيا). في عام 2004، أسس فالدشميت وحدة الأبحاث الدولية لدراسات الإعاقة iDiS. في ديسمبر 2008، أعادت كلية العلوم الإنسانية بجامعة كولونيا تسمية منصبها إلى "علم الاجتماع وسياسات إعادة التأهيل ودراسات الإعاقة".
فالدشميت هو رئيس تحرير سلسلة الكتب العلمية "دراسات الإعاقة: الجسد - القوة - الاختلاف" (منذ عام 2007)، بالتعاون مع توماس ماشو وزملاء آخرين ودار النشر الألمانية "ترانسكريبت"، بيليفيلد (ألمانيا). من بين منشوراتها في مجال الكتب: الطبعة المشتركة للقسم الدولي "دراسات الإعاقة في البلدان الناطقة باللغة الألمانية"، في مجلة دراسات الإعاقة الفصلية. المجلة الأولى في مجال دراسات الإعاقة، 2006، المجلد 26، العدد 2، المجموعة المشتركة في تحرير "دراسات الإعاقة، وعلم اجتماع الثقافة، وعلم اجتماع الإعاقة: تحقيقات في مجال بحث جديد"، الكتاب المشترك في تأليفه "معرفة الناس. الأخلاقيات الحيوية، والحياة اليومية، والسلطة على الإنترنت"، والمجموعة المشتركة في تحرير "تاريخ الإعاقة: بناءات الإعاقة في التاريخ". "مقدمة". كما شاركت في تحرير مجموعة "الثقافة - النظرية - الإعاقة: لقاءات بين دراسات الإعاقة والدراسات الثقافية". في عام ٢٠١٨، نشرت كمحررة مشاركة مجموعة "فهم التجارب الحياتية للأشخاص ذوي الإعاقة في تسع دول. المواطنة النشطة والإعاقة في أوروبا، المجلد الثاني"، والتي نتجت عن مشروع بحثي للاتحاد الأوروبي "DISCIT".
في مايو 2008، كان فالدشميت زميلاً زائراً في مركز الطب الحيوي والمجتمع، كلية كينجز، لندن (المملكة المتحدة). من أكتوبر إلى ديسمبر 2008 عملت كأستاذة زائرة في قسم التربية الخاصة بجامعة ستوكهولم (السويد)، وخلال الفصل الصيفي من عام 2010 كانت أستاذة بحثية زائرة في مركز دراسات الإعاقة بجامعة ليدز (المملكة المتحدة). في الفصل الدراسي الصيفي لعام 2011، كان البروفيسور فالدشميت أستاذاً زائراً في جامعة فيينا (النمسا). من عام 2007 حتى عام 2015 كان فالدشميت عضوًا في الشبكة الأكاديمية لخبراء الإعاقة الأوروبيين (ANED). من عام 2013 حتى عام 2016 كانت أيضًا عضوًا في اتحاد أبحاث الاتحاد الأوروبي "جعل الأشخاص ذوي الإعاقة مواطنين كاملين - معرفة جديدة لنموذج اجتماعي شامل ومستدام (DISCIT)".
في عام 2019، استضافت المؤتمر الدولي "تاريخ وممارسات وسياسات الإعاقة" في جامعة كولونيا، بالتعاون مع ALTER، الجمعية الأوروبية لأبحاث الإعاقة. من عام 2018 حتى عام 2021، أجرى فالدشميت مشروع بحثي بعنوان "أجهزة "الإعاقة/العجز" في التحول. العمل (الموظف) كخبرة سيرة ذاتية وممارسة يومية في سياق الإعاقة/العجز" (بتمويل من مؤسسة الأبحاث الألمانية).
تركز أبحاث فالدشميت على الجوانب الاجتماعية لعلم الوراثة البشرية وتقنيات الإنجاب؛ والسياسات الحيوية والاستقلالية؛ والطبيعية والانحراف والإعاقة؛ والمشاركة السياسية ومنظمات المساعدة الذاتية وحركات الإعاقة؛ والسياسة الصحية والاجتماعية؛ وسياسة الإعاقة في أوروبا وعلى الصعيد الدولي؛ وعلم اجتماع المعرفة؛ وعلم اجتماع الجسد؛ ودراسات النوع، ودراسات التنوع؛ وتحليل الخطاب والبحث التجريبي النوعي.

## روابط خارجية
آن فالدشميت (جامعة كولونيا)